# كربوناتيت
الكربوناتيت هو نوع من أنواع الصخور النارية سواء المتدخلة أو المنبثقة والمتميزة بان تركيبها المعدني مكون من أكثر من 50% معادن الكربونات.
يمكن العثور على صخور الكربوناتيت في بعض الأحيان في العنق البركانية الصغيرة في مناطق التركيبات المتدخلة القلوية المعقدة أو في الجدة القاطعة أو الموازية أو المدملكات أو العروق.